# Амарас
Монастир Амарас (вірм. Ամարաս վանք) — ранньосередньовічний монастир на південному сході Нагірного Карабаху. Відомий релігійний та культурний центр середньовічної Вірменії (провінція Мюс Абанд історичного Арцаху). Амарас, як і увесь Східний край, знаходився в підпорядкуванні Вірменської апостольської церкви. Монастир розташований у Мартунинському районі Нагірно-Карабаської Республіки.

## Історія
За свідченнями вірменського історика IV−V ст. Фавстоса Бузанда, монастир Амарас був заснованиц на початку IV ст. святим Григорієм Просвітителем.
Найбільшої популярності Амарас досяг у середині IV ст., після того як тут був похований онук св. Григора Просвітителя — Григоріс. Григоріс загинув у 338 році і був похований з східного боку церкви, заснованої Григором Просвітителем.
На початку V століття творець вірменського алфавіту святий Месроп Маштоц заснував в Амарасі першу вірменську школу, звідси ж почалося поширення вірменської писемності. У 489 році, вже після того, як за договором між Персією та Візантією ці землі були відторгнуті від Вірменії, албанський цар Вачаган III (Благочестивий) з місцевої гілки парфянської династії Аршакідів (за іншою версією, з вірменського роду Араншахіков), знаходить вже забуту могилу св. Григоріса, будує над нею каплицю і відновлює побудовану св. Григорієм Просвітителем церкву. Саме ця каплиця збереглася до цього дня майже без змін під вівтарем церкви монастиря Амарас. Однак наприкінці V ст. гробниця Григоріс була розташована поруч з церквою. Згодом, в процесі численних перебудов безпосередньо над каплицею-усипальницею була зведена церква.
У V−VIII століттях Амарас перебував у вірменонаселеній частині поліетнічної Кавказької Албанії. Починаючи зV ст., Амарас стає одним з найбільших релігійних центрів середньовічної Вірменії.
У 821 році Амарас, як і вся область, був завойований арабами, у XIII ст. розграбований монголами, а в 1387 році, в період нашестя Тамерлана, зруйнований. Проте монастир з постійно функціонуючої школою завжди залишався релігійним і культурним центром.
У XVII ст. монастир був ґрунтовно перебудований. Гандзасарський католікос Петрос у другій чверті XVII ст. відреставрував Амарас, побудувавши тут церкву св. Григоріса.
У другій половині XIX ст., Після приєднання Східної Вірменії до Росії, монастирський комплекс Амарас, що мав досить сильно укріплені оборонні споруди, використовувався як прикордона фортеця, а в 1832−1844 рр. — російсько-перська митниця.
У 1848 році, при гандзасарському митрополиті Тер-Багдасарові, Амарас був повернутий Вірменській Церкві. На відміну від самої церкви, оборонні стіни монастиря і цивільні будівлі збереглися без істотних пошкоджень. У 1858 р. на кошти шушинських вірмен тут була побудована нова монастирська церква на місці старої, пошкодженої. У її північному нефі було встановлено надгробний камінь св. Григоріса, виготовлений шушинським архітектором Мікаелом Тер-Ісраеляном в 1898 році.
У 1992 році, коли в ході карабаської війни Амарас був захоплений азербайджанськими військами, гробниця онука Григорія Просвітителя, св. Григоріса, була зруйнована

## Фотогалерея

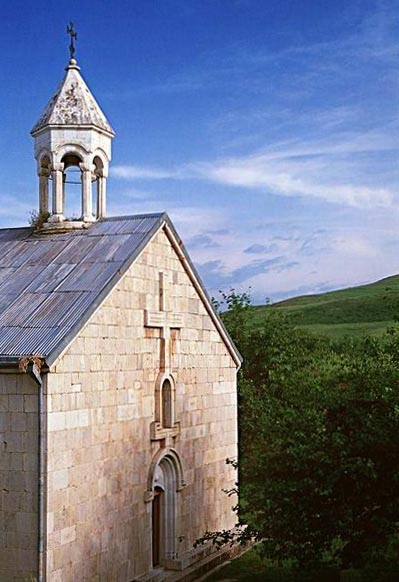
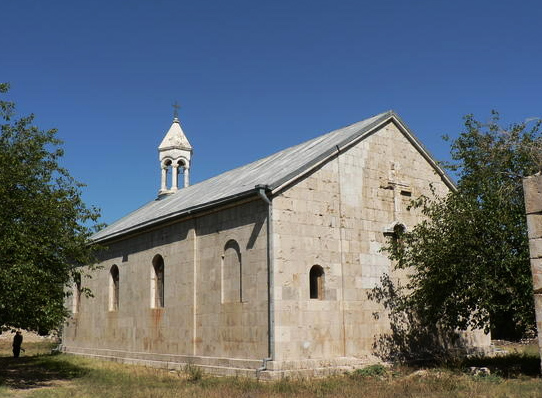
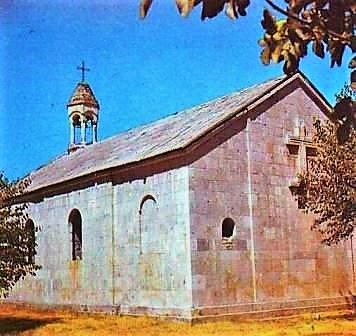
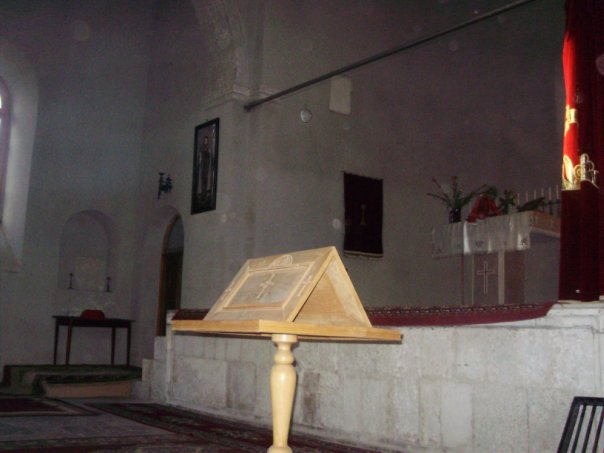